# Птичьи базары губы Дворовой
Пти́чьи база́ры губы́ Дворо́вой — государственный памятник природы на территории Ловозерского района Мурманской области на берегу Баренцева моря.

## Расположение
Расположен на северо-восточном побережье Кольского полуострова в 129 километрах к северу от посёлка Краснощелье. Статус государственного памятника присвоен 18 января 2009 года постановлением Правительства Мурманской области под номером 73-ПП. Включает территорию мыса Дворового, прибрежную зону одноимённой губы и побережье Баренцева моря от губы Дворовой до мыса Сидорова в 4,5 километрах к западу.
Точные границы памятника: от расположенной к югу от губы Дворовая высоты 148,4 по прямой на север-северо-запад до высоты 215,0, далее по прямой 1,4 километра на север до впадения безымянного ручья в Баренцево море, далее по берегу Баренцева моря (в том числе по берегу губы Дворовой) с общим направлением на юго восток до впадения безымянного ручья в Баренцево море в 780 метрах к северу-северо-востоку от высоты 146,6, далее по левому берегу этого ручья до озера, из которого он вытекает и по восточному берегу этого озера до его северной оконечности, далее от северной оконечности озера по прямой на запад до высоты 153,8, далее по прямой на юго-запад до вершины 148,4, с которой начато описание границы. Площадь охраняемых земель — 6,1 км².

## Описание
Уникальность памятника природы заключается в наличии столь обширного скопления птиц более характерных для западных регионов севера Атлантического океана. Скалы Дворовой губы являются одним из крупнейших на полуострове скоплением моевки, самым восточным местом гнездования тонкоклювых кайр, единственным в России местом гнездования занесённого в Красную книгу России хохлатого баклана. Количество моёвок в пределах памятника — 32-37 тысяч особей, тонкоклювых кайр — около 1000 в 2003 году, причём количество их существенно сократилось за последнее время.

## Топографические карты
- Лист карты R-37-XXXIII,XXXIV Островной. Масштаб: 1 : 200 000. Указать дату выпуска/состояния местности.